# Гіларі (ураган, 2023)
Ураган «Гіларі» (англ. Hurricane Hilary) – великий та потужний тихоокеанський ураган категорії 4 у серпні 2023 року, який приніс проливні дощі та поривчастий вітер на півострів Нижня Каліфорнія та південний-захід Сполучених Штатів, що призвело до широкомасштабних повеней і численних селевих потоків.

## Метеорологічна історія

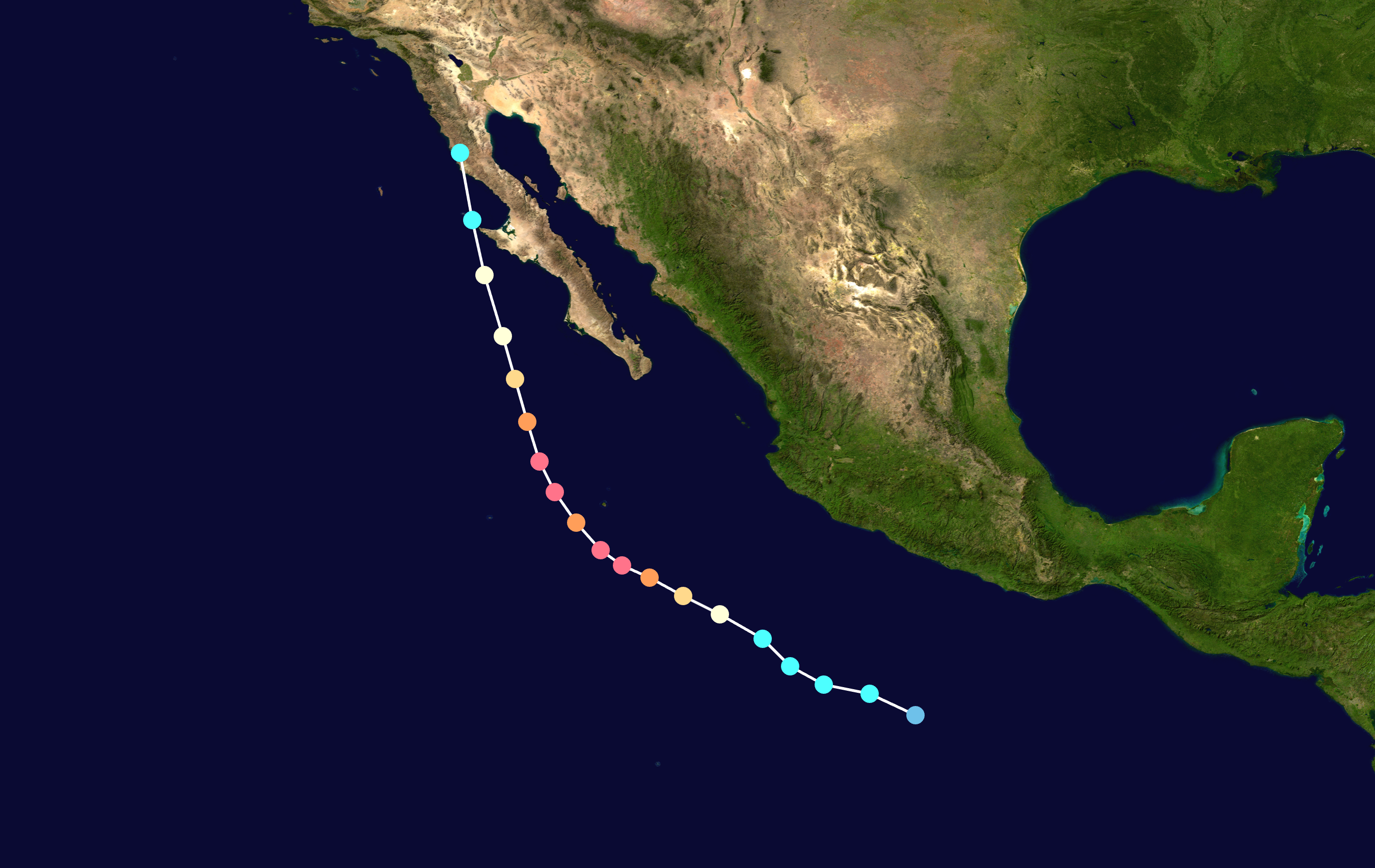
Траєкторія руху Урагану Гіларі

12 серпня тропічна хвиля, що пройшла через Центральну Америку, спричинила широкомасштабні зливи та грози, увійшла в крайній схід Тихого океану. Широка зона низького тиску утворилася в хвилі 14 серпня біля південних берегів Мексики, Гватемали та Сальвадору. Зона низького тиску поступово стало краще організованою протягом наступного дня, і коли вранці 16 серпня спостерігалася чітка циркуляція разом із розвитком конвективних смуг, Національний центр ураганів (NHC) класифікував його як тропічний шторм Гіларі ). Конвекція поблизу центру шторму збільшувалася з наближенням дня, внаслідок цього над штормом, що наростав, почали розвиватися щільні хмари, а в його центрі почало формуватися око. Отже, Гіларі швидко посилився до урагану категорії 1 до 12:00  UTC 17 серпня, перебуваючи приблизно в 320 милях (515 км) на південний захід від Мансанільо, Коліма. Глибока конвекція посилилася під верхівками хмар системи, які охолонули до -112 °F (-80 °C), і схема її розширювального потоку з верхнього рівня стала симетричною. Гіларі продовжував швидко посилюватися, досягнувши 4-ї категорії о 06:00 UTC 18 серпня.
До 15:00 UTC того дня інтенсивність Гіларі вирівнялася із постійним вітром зі швидкістю 145 миль/год (230 км/год), збільшення на 80 миль/год (130 км/год) протягом 24-годинного періоду. Гіларі виграв від виняткових умов під час фази інтенсифікації, з температурою поверхні моря близько 86 °F (30 °C), слабким зсувом вітру та високим рівнем відносної вологості. Ураган спочатку рухався в напрямку північний-захід, а потім у напрямку північного-заходу протягом цього часу, реагуючи на керуючий вплив западини низького тиску на півночі біля узбережжя Каліфорнії та хребта високого тиску над центральними Сполученими Штатами.

## Підготовка

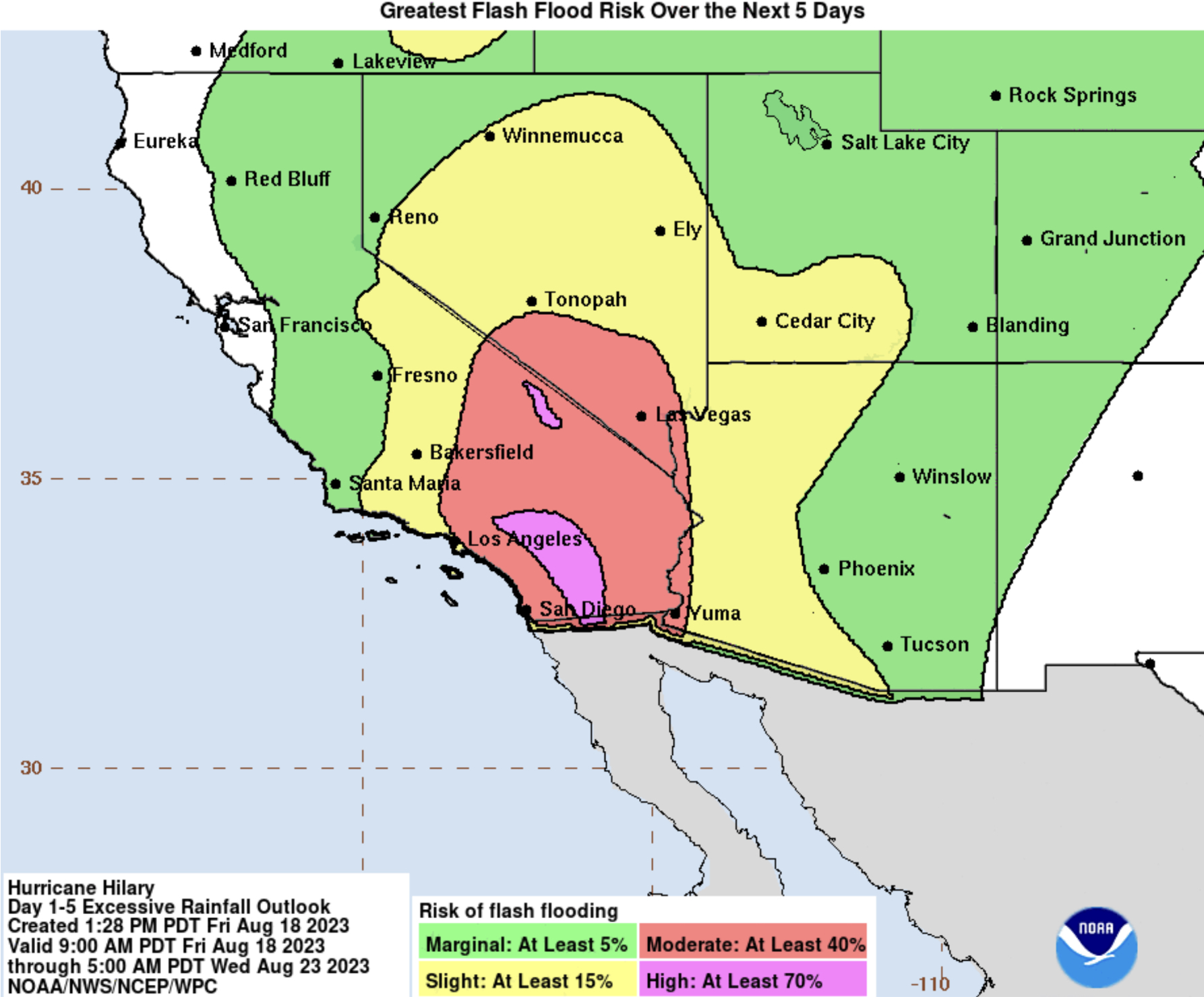
Прогноз надлишкових опадів Центру прогнозування погоди на 18–23 серпня щодо урагану Гіларі

### Мексика
17 серпня уряд Мексики оголосив попередження про тропічний шторм для південної частини Нижньої Каліфорнії. 18 серпня о 03:00 UTC для західних частин півострова Нижня Каліфорнія було оголошено попередження про ураган.
У Нижній Каліфорнії скасували шкільні заняття та громадські заходи, а в південній Нижній Каліфорнії перенесли бейсбольний матч і закрили порти вздовж узбережжя штату. Кілька шкіл у Кабо-Сан-Лукасі використовувалися як тимчасові притулки, а 18 000 солдатів перебували в бойовій готовності. У Ла-Пасі правоохоронні органи патрулювали закриті пляжі, а школи в п’яти муніципалітетах були закриті.

### Сполучені Штати
SpaceX відклала запуск супутників Falcon 9 і Starlink з бази космічних сил Ванденберг поблизу Лос-Анджелеса. У Сан-Дієго було відкрито центр екстреної допомоги. 18 серпня NHC опублікував своє перше в історії тропічне штормове попередження (а згодом і перше в історії тропічне штормове попередження) для південної Каліфорнії , а Центр прогнозування погоди оголосив рівень 4/високий ризик надмірних опадів. Застереження щодо повені також було оголошено для частин Каліфорнії, Невади, Юти та Аризони. Частини національного парку Джошуа-Трі та національного заповідника Мохаве були закриті. Вища бейсбольна ліга перенесла три гри до Гіларі. Матч Вищої футбольної ліги між LA Galaxy і Los Angeles FC був перенесений.